# پیش‌دانشگاهی
در نظام آموزشی ایران سال آخر تحصیلات پیش از دانشگاه پیش‌دانشگاهی نامیده می‌شد.معاونت متوسطه نظری مهارتی سازمان‌های آموزش و پرورش بر این مقطع نظارت داشتند.
بر اساس قانون سال ۱۳۹۰ دانش آموزان رشته های نظری ( علوم تجربی. ریاضی و فیزیک و رشته علوم انسانی) در این مقطع باید در کلاس های خود به طور حضوری شرکت می کردند.
این دوره  برای اولین بار در سال تحصیلی ۷۵_۱۳۷۴ و با حذف دوره چهارم دبیرستان آغاز شد و درسال۹۷_ ۱۳۹۶ با اتمام تحصیل آخرین نسل از دانش‌آموزان نظام قدیم  ( دانش آموزانی که دوره دبستان خود را پنج ساله گذرانده سپری کرده اند) این دوره از نظام آموزشی ایران حذف شد و در حال حاضر دوره متوسطه دوم در تمامی رشته ها ( نظری.فنی و حرفه ای و کارو دانش) سه ساله است.

## حذف دورۀ پیش‌دانشگاهی
دورۀ پیش‌دانشگاهی بر اساس رای تاریخ ۱۳۸۸/۱۱/۲۷ و در راستای سند تحویل بنیادین آموزش و پرورش حذف شد و یک سال به دبیرستان اضافه شد و پیش‌دانشگاهی به چهارم دبیرستان تغییر کرد، اما طولی نکشید که پیش دانشگاهی دوباره در سال ۱۳۹۱ راه اندازی شد. اما این مقطع تحصیلی پس از تحصیل آخرین نسل از دانش آموزان نظام قدیم در سال تحصیلی ۹۷_۱۳۹۶  حذف شد.

## تغییر نام پیش دانشگاهی
در سال تحصیلی ۱۳۸۹ آموزش و پرورش جمهوری اسلامی ایران، نام مقطع پیش دانشگاهی را به سال چهارم دبیرستان تغییر داد و مراکز دبیرستان و پیش دانشگاهی را یکی کرد ولی پس از دو سال سال چهارم دوباره به دوره پیش دانشگاهی تغییر کرد .